# Glandulae areolares

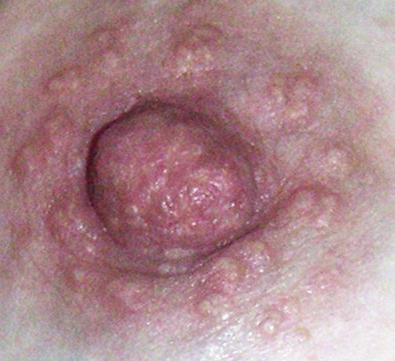
Warzenhof mit Montgomery-Drüsen

Als Glandulae areolares, Montgomery-Drüsen, Tubercula Montgomery oder Tubercula areolae werden 10–15 meist kreisförmig um die Brustwarze angeordnete Erhebungen des Warzenhofs bezeichnet, die bei einer Erektion der Brustwarze meist besonders gut sichtbar werden.
Sie werden auch als „besonders differenzierte Duftdrüsen“ der Haut bezeichnet (siehe auch Vomeronasales Organ und Pheromone). Es handelt sich dabei um größere Talgdrüsen im Bereich des Warzenhofs, deren Endstücke nach einer Geburt eine apokrine Sekretion aufweisen. Sie werden teils von Milchdrüsenläppchen begleitet. Im umgebenden Bindegewebe sind glatte Muskelfasern vorhanden. 
Ihre Funktion besteht darin, die Haut der stillenden Frau zu schützen und einen gewissen Luftabschluss zwischen dem Mund des Säuglings und der Brustwarze zu bewirken. Somit begünstigen sie eine ausreichende Brusternährung des Säuglings. Zudem legen neuere Forschungen nahe, dass sie eine Art Duftstoff (Pheromon) produzieren, der dem Säugling den Weg zur Nahrung weist.
Entzündungen der Montgomery-Drüsen stellen ein mögliches, wenn auch eher seltenes medizinisches Problem dar. 
Der Name leitet sich ab von tuberculum (Knötchen, Hügelchen) und areola (kleiner Hof) bzw. vom Erstbeschreiber, William Fetherstone Montgomery (1797–1859), einem irischen Geburtshelfer.